# Christina Lindberg (Schauspielerin)

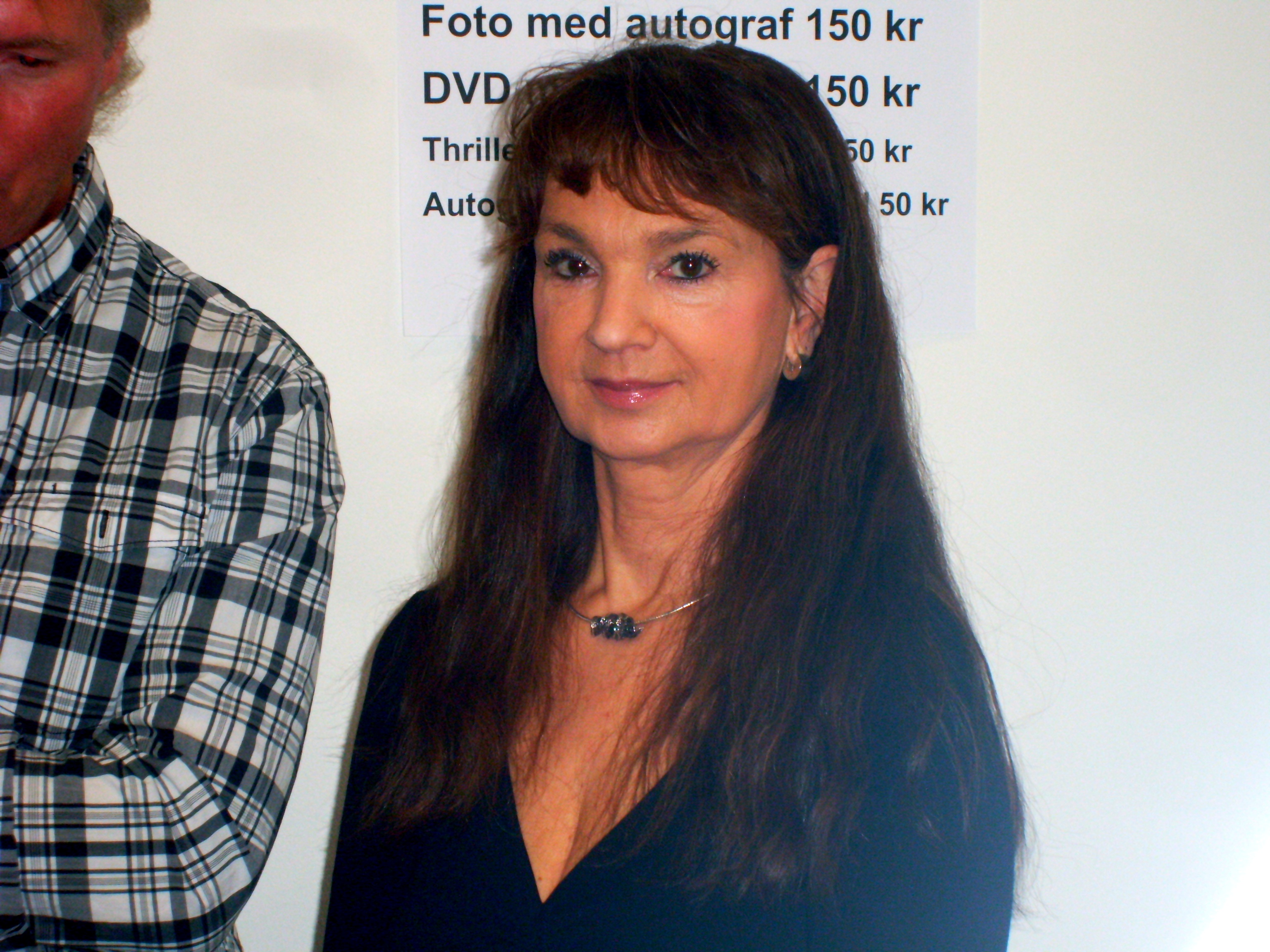
Christina Lindberg

Christina Marinette Lindberg (* 6. Dezember 1950 in Göteborg) ist ein schwedisches Fotomodell und Schauspielerin. Sie ist durch ihre Rollen im Genre des Erotikfilms bekannt geworden.

## Leben
Lindberg war mit etwa 18 Jahren Nacktmodell für schwedische Magazine wie FIB Aktuellt oder Lektyr, im Jahre darauf für Penthouse, wo sie im Juni 1970 Pet of the Month wurde, noch später für Playboy, Lui und das Erotik-Magazin Mayfair.
Sie war in etwas über zwanzig Filmen zu sehen, von denen einige in Japan gedreht wurden. Nachdem die Filme zunehmend expliziter wurden, kehrte sie der Schauspielerei 1974 den Rücken und arbeitete an der Seite ihres Lebensgefährten als Autorin für ein Flugmagazin, das ihr seit dem Tod des Mannes im Jahr 2004 gehört. Gelegentlich nahm sie bis 1982 kleinere Rollen in Filmen an.
Lindberg ist nicht mit der im gleichen Zeitraum tätigen, deutschen Schauspielerin Britt Lindberg zu verwechseln.

## Filmografie (Auswahl)
- 1971: Verbotene Früchte der Erotik (Exponerad)
- 1972: Mädchen, die nach München kommen
- 1973: Furyō Anegoden: Inoshika Ochō
- 1973: Liebe in drei Dimensionen
- 1973: Was Schulmädchen verschweigen
- 1973: Das Schwedenmädchen Anita (Anita – ur en tonårsflickas dagbok)
- 1973: Thriller – ein unbarmherziger Film (Thriller – en grym film)
- 2000: Sex, Lügen und Video (Sex, lögner & videovåld)